# Sjever i jug
Sjever i Jug (eng. North and South)  je američka tv serija snimljena od televizijske kuće ABC. Radnja se zbiva za vrijeme Američkog građanskog rata, a snimljena je po trilogiji romana autora Johna Jakesa. Snimljene su tri sezone: 1985., 1986. i 1994. koje prilično točno prate knjigu. 

## Radnja
Serija prati sudbinu dva lika Georgea Hazarda i Orrya Maina koji će postati najbolji prijatelji za vrijeme školovanja na uglednoj vojnoj akademiji West Point. Njihovo prijateljstvo stavit će na kušnju građanski rat, a George i Orry naći će se na suprotnim stranama, za vrijeme kojega su Sjedinjene Američke Države bile podijeljene na 'Sjever i Jug'.

### Epizode
- 1. epizoda

(od ljeta 1842 do ljeta 1844) Mladi Južnjak Orry Main kreće s obiteljske plantaže Mont Royal u Južnoj Karolini na školovanje na vojnu akademiju West Point. Putem susreće mladu Južnjakinju Madelaine Fabray, spašava ju, te se zaljubljuje u nju. Madeline i Orry obećaju jedno drugom da će si pisati. U New Yorku upada u nevolju s grupom nasilnika zbog južnjačkog naglaska ali mu u pomoć priskaće George Hazard, mladi Sjevernjak iz Pennsylvanije, također na putu za West Point. Orry i George brzo postaju dobri prijatelji. Na akademiji upoznaju okrutnog i poremećenog kaplara imena Elkanah Bent, koji vodi njihovu obuku. Madeline više ne prima pisma od Orryja te zbog toga počinje razmišljati o udvaranju južnjačkog plantažera, kojeg joj otac nameće, Justina LaMotta. Nakon dvije godine na akademiji Georgeu i Orryju dopušten je kraći posjet kući. Zajedno odlaze u posjet Georgeovoj obitelji gdje je Orry izložen napadu Georgeove sestre Virgilije, podupirateljice abolicionizma. Orry odlazi na Mont Royal gdje susreće novog predradnika Salema Jonesa kako bičuje roba Prijama. Orry je bijesan na predradnika te prekida bičevanje. Uskoro doznaje da se Madeline udaje za njegovog okrutnog susjeda Justina LaMotta. Na vjenčanju otkrije da mu Madeline nije prestala pisati nego je njezin otac uništavao njegova i njezina pisma. Za vrijeme prve bračne noći LaMotte pokazuje pravo lice te siluje Madeline. 
- 2. epizoda

(od jeseni 1844 do proljeća 1848) Ponovno na West Pointu kadeti nastavljaju obuku. Orry je očajan, a Bent je okrutniji nego ikad. Okomljava se na Orryjeva i Georgeova prijatelja Neda Fiska. George i Orry smišljaju šalu te je Bent izbačen s akademije. Ipak Bent saznaje za njihovu umješanost te im prijeti da ih nikad neće zaboraviti. Nakon dvije godine George i Orry diplomiraju na akademiji te zajedno odlaze na Mont Royal gdje Orryjev otac priređuje zabavu u njihovu čast. Skupina robova zbija okrutnu šalu s Prijamom, opiju ga rakijom te Prijam pijan upada na zabavu. Orryjev otac naređuje Salemu Jonesu da ga oštro kazni. Orry se protivi ali otac ima zadnju riječ. George i Orry se prepiru oko toga ali shvaćaju da si neke stvari nemogu reći ako žele ostati prijatelji. Odlaze u rat s Meksikom gdje je Orry teško ranjen, zahvaljujući Bentu. George ga spašava. Dok se Orry oporavlja George upoznaje lijepu Conscance Flynn te se zaljubljuju jedno u drugo. George napušta vojsku te prijeti i prebija Benta zbog onoga što je učinio Orryju. Orry, obogaljen, odlazi na Mont Royal te je u depresiji. George ga posjećuje i moli ga da mu bude vjenčani kum te Orry pristaje.   
- 3. epizoda